# Sandhja
Sandhja Kuivalainen, conosciuta semplicemente come Sandhja (Helsinki, 16 marzo 1991), è una cantante finlandese con origini indo-guyanesi. Sandhja ha rappresentato la Finlandia all'Eurovision Song Contest 2016 con la canzone Sing It Away.

## Biografia
Sandhja è nata a Helsinki il 16 marzo 1981 da madre indo-guyanese e padre finlandese. Ha pubblicato il suo singolo di debutto, intitolato Hold Me, il 15 novembre 2013, seguito da un secondo singolo, Gold, uscito il 7 marzo 2014. Le due canzoni hanno anticipato l'album di debutto di Sandhja, Gold, pubblicato il 23 maggio dello stesso anno dall'etichetta Sony Music Entertainment Finland. A maggio del 2015 è uscito un suo nuovo singolo, The Flavor, in collaborazione con Brandon Bauer, e a ottobre è stato pubblicato il brano My Bass.
Il 12 gennaio 2016 è stato annunciato che Sandhja sarebbe stata una dei 18 artisti che avrebbero cercato di rappresentare la Finlandia all'Eurovision Song Contest 2016 nella competizione musicale Uuden Musiikin Kilpailu 2016. Dopo essersi qualificata nella semi-finale cantando il brano inedito Sing It Away, ha avuto accesso diretto alla finale. Pur essendosi piazzata terza nel televoto dietro a Saara Aalto e Mikael Saari, Sandhja ha ottenuto i voti più alti dalla giuria, che le ha garantito la vittoria e la possibilità di cantare la sua canzone sul palco dell'Eurovision a Stoccolma. Il secondo album di Sandhja, Freedom Venture, è uscito il 29 aprile 2016. All'Eurovision Sandhja ha cantato nella prima semi-finale, che si è tenuta il 10 maggio a Stoccolma, ma non si è qualificata per la finale del 14 maggio.

## Discografia
- 2014 - Gold
- 2016 - Freedom Venture